# Anna Norrie
Anna Norrie (født Anna Hilda Charlotta Pettersson 7. februar 1860 i Stockholm – 13. juli 1957 i Stockholm, var en svensk skuespillerinde og operettesangerinde.
Norrie var engageret ved Nya teatern i Stockholm (1882-1884), Södra och Djurgårdsteatrarna (1884-1887). Efterfølgende var hun i perioden 1887-1889 leder af Vasateatern. Hun filmdebuterede i 1903 i Ernest Flormans Sköna Helena, og kom til at medvirke i ni svenske stumfilm. Hun var mellem 1891 og 1909 gift med den danske forfatter William Norrie, og 1909-1918 med den svenske skuespiller Anton de Verdier.

## Filmografi
- 1949 – Greven från gränden
- 1913 – En pojke i livets strid
- 1913 – Vampyren
- 1913 – Skandalen
- 1913 – Barnet
- 1912 – Mor och dotter
- 1912 – I livets vår
- 1912 – Ett hemligt giftermål eller Bekännelsen på dödsbädden
- 1903 – Sköna Helena